# Albert Dalmau i Martínez
Albert Dalmau i Martínez (Sils, La Selva, 16 de març de 1992) és un futbolista català que juga com a defensa.

## Inicis
Arribat a les categories inferiors del Barça des del Girona FC el 2005, va estrenar-se al Barça B en un partit contra la UE Lleida. Com que la seva fitxa era encara juvenil, no va tenir continuïtat en l'equip de Luis Enrique
perquè el reglament no permet que juguin més de quatre juvenils.